# Bythinella drimica
Bythinella drimica is een slakkensoort uit de familie van de Hydrobiidae. De wetenschappelijke naam van de soort is voor het eerst geldig gepubliceerd in 1976 door Radoman.